# N.O.C.C.
N.O.C.C. – pierwszy album studyjny polskiego rapera Fu. Wydawnictwo ukazało się 10 marca 2001 roku nakładem wytwórni muzycznej Baza Lebel w kooperacji z Pomaton EMI. Płytę poprzedził wydany 10 stycznia tego samego roku singel pt. Fuzja. Produkcji albumu podjęli się sam Fu oraz 2Q, Waco, Majki, Sqra i Kuba O.. Z kolei wśród gości znaleźli się m.in. Jędker, Sokół, Wigor oraz Vienio.
Nagrania dotarły do 25. miejsca zestawienia OLiS. 

## Lista utworów
Opracowano na podstawie materiału źródłowego.
1. "Czarna chmura" (produkcja, miksowanie: Fu, mastering, miksowanie: Majki) - 05:08
2. "Fuzja" (produkcja, miksowanie: Fu, pianino: Korzeń, mastering, miksowanie: Majki) - 05:18
3. "Szary horyzont" (produkcja: Fu, 2Q, miksowanie: Fu, gitara, miksowanie, mastering: Majki, pianino: Korzeń, śpiew: Anna) - 05:28
4. "Uważaj jak się poświęcasz" (produkcja: Fu, 2Q, gościnnie: Damian, Koras, Zator, miksowanie: Majki, Fu, mastering: Majki) - 04:30
5. "Kowal losu" (produkcja: Sqra, miksowanie: Majki, Fu, mastering: Majki) - 02:29
6. "Gra Szu" (produkcja: Waco, miksowanie: Majki, Fu, mastering: Majki) - 03:00
7. "Czynnik propaganda" (produkcja, miksowanie: Fu, gościnnie: Felipe, Koras, Mieron, Pepe, Pono, scratche: DJ Dobry Chłopak, miksowanie, mastering: Majki) - 07:12
8. "Kierunkowy do piekła" (produkcja: 2Q, gościnnie: Damian, Zator, miksowanie: Majki, Fu, mastering: Majki) - 04:39
9. "Skit klamka" (produkcja, miksowanie: Fu, miksowanie, mastering: Majki) - 00:35
10. "Tak to widzę" (produkcja: 2Q, trąbka: Korzeń, miksowanie: Majki, Fu, mastering: Majki) - 04:25
11. "To wszystko co mam" (produkcja, miksowanie: Fu, trąbka: Korzeń, śpiew: Karolina, miksowanie, mastering: Majki) - 04:13
12. "Na wariackich papierach" (produkcja, miksowanie, mastering: Majki, gościnnie: Vienio, scratche: DJ Variat, miksowanie: Fu) - 03:32
13. "Raptem" (produkcja: Fu, Sqra, gościnnie: Biały, Damian, Dos, Zator, miksowanie: Majki, Fu, mastering: Majki) - 04:46
14. "Paradox" (produkcja, miksowanie: Fu, Majki, scratche: DJ Dobry Chłopak, mastering: Majki) - 04:59
15. "Paranoja" (produkcja, miksowanie: Fu, miksowanie, mastering: Majki) - 02:34
16. "Gorzej być nie może" (produkcja: Fu, Korzeń, gitara, miksowanie, mastering: Majki, miksowanie: Fu) - 05:44
17. "Showgeszeft" (produkcja: Kuba, gościnnie: Jędker, Sokół, Wigor, miksowanie: Majki, Fu, mastering: Majki) - 05:46
18. "Tak to widzę" (produkcja: Sqra, miksowanie: Majki, Fu, mastering: Majki) - 03:25

Singel
| Fuzja |
| --- |
| 1. "Fuzja (symfonia solo)" (Wersja Album) (produkcja, miksowanie: Fu, miksowanie, mastering: Majki) - 5:20 2. "Fuzja (symfonia solo)" (Wersja Waco Remix) (produkcja: Waco, miksowanie: Majki, Fu, mastering: Majki) - 5:12 3. "To wszystko co mam" (dedykacja Zip Skład) (produkcja: Sqra, trąbka: Korzeń, śpiew: Karolina, miksowanie: Majki, Fu, mastering: Majki) - 4:14 4. "Gorzej być nie może" (I Wersja)" (produkcja, miksowanie: Fu, mastering, miksowanie: Majki) - 2:59 5. "Fuzja (symfonia solo)" (Wersja Radio)" (produkcja, miksowanie: Fu, mastering, miksowanie: Majki) - 4:36 |